# Linaresia bouligandi
Linaresia bouligandi är en kräftdjursart som beskrevs av Jan Hendrik Stock 1979. Linaresia bouligandi ingår i släktet Linaresia och familjen Lamippidae. Inga underarter finns listade i Catalogue of Life.